# Клинини
Клинини́ — село в Україні, у Волочиській міській територіальній громаді Хмельницького району Хмельницької області.

## Населення

### Мова
Розподіл населення за рідною мовою за даними перепису 2001 року:
| Мова       | Кількість | Відсоток |
| ---------- | --------- | -------- |
| українська | 706       | 99.16 %  |
| російська  | 6         | 0.84 %   |
| Усього     | 712       | 100 %    |

## Розташування та географія місцевості
Село розташоване на горбах та долинах Авратинської височини, яка є складовою Волино-Подільської височини, на висоті від 290 до 330 метрів над рівнем моря. Село Клинини розташоване за 18 км на північний схід від міста Волочиськ.
Сусідні населені пункти:
По периметру границі земель села простяглись до 25 кілометрів. Територія села розкинулась від 2 км до 3 км з півночі на південь та до 10 км з заходу на схід. Сам населений пункт розкинувся близько 4 км з заходу на схід та 1 км з півночі на південь. Село займає площу 5,1 км². Село та прилеглі до нього землі займають площу близько 25 км².
Поверхня села — рівнинна, на якій зустрічаються невисокі горби до 30-50 м. Село та займана територія порізані великою кількістю струмків та струмочків. В селі та на полях села є велика кількість невеликих озерець, які, після проведення меліорації в 1970-х роках, попересихали, але в роки багаті атмосферними опадами наповнюються водою, хоч з часом знову висихають.
Через село протікає Грабарки, яка бере свій початок з заболоченої місцевості біля села Холодець, недалеко від місця витоку річки Південний Буг. Річка ділить село на дві частини: лівобережну — східну та правобережну — західну. З Клинин від Грабарки на захід через Яхнівці -Ожигівці -Токи до самого Збруча тягнеться рівна широка долина, захищена від вітрів невисокими пагорбами з півночі та півдня. Поле розташоване між Йопівським ставком, урочищами Береги та Долини за його рівнинність називають Степ.
Лівобережна сторона Грабарки на території села більш горбиста. Село багате чорноземами, які мають великий потенціал родючості. На території села залягають нерудні корисні копалини: глина, пісок. На сході села виявлено невеликі поклади вапняків, які залягають на значній глибині.
На території села, у р. Грабарка впадає п'ять струмків та річечка Гнила. Річечка Гнила витікає з болота неподалік Лонок маленьким струмочком і несе свої води через Лонки, біля Кушнірівської Слобідки, а на межі сіл Лонки — Клинини — Кушнірівська Слобідка — Кушнірівка зливається з Гуцаловим струмком. Гуцаловий струмок бере початок на західній околиці, за 2 км від села, у Гуцаловій долині. Спочатку тече 0,5 км на північний схід, зливається з струмком, що витікає з болота між полями в районі Лонковецької лісосмуги, тече на схід 0,8 км впадає в р. Гнила й в північно-західній стороні села їхні води вливаються в Комунарський (інша назва — Димитровський) ставок, зливаючись з Грабаркою, яка тече з північно-східної сторони (з с. Кушнірівка). В цьому місці Грабарка круто повертає на південь і через один кілометр в неї впадає струмок Піщаний, який в свою чергу бере початок на східній околиці села в урочищі Лісок, неподалік піщаного кар'єра. Русло струмка між садом та сосновим лісом перекрито греблею і в цьому місці розливається мальовничий Польовий ставок.
Струмок Піщаний від місця витоку й до впадіння в Грабарку протікає Чабановою долиною між полями 4 км. На півдорозі, від ставка до села, він зливається з струмком Безіменний, що тече з південного сходу. Між цими струмками в районі їх злиття розташована Лиса Гора. В Піщаний, у свою чергу, уже в селі, впадає інший струмок — Кемпа. Кемпа витікає з однойменного урочища Кемпа, що розташоване за 1 км на схід від села. Тече між полями в глибокій улоговині в західному напрямку до села, паралельно до струмка Піщаний, на початку села круто повертає на південь і через 0,5 км, зливаючись, обидва струмки наповнюють своїми водами Сільський ставок. Струмок Піщаний зливаючись з водами Грабарки наповнює Середній став.
Витікаючи з Середнього ставка Грабарка несе свої води далі селом, а через 1,5 км від греблі Середнього ставу, за течією, її шлях перекриває ще одна гребля. В цьому місці Грабарка знову розливається й утворює Йопівський ставок. В цей ставок впадає струмок Польський, що бере початок на Польських городах (на Лугах) в районі шосе Курилівка — Лонки (навпроти с. Яхнівці), протікає на схід до села Клинини урочищем Береги 3,5 км і в районі Морозівки зливається з Грабаркою. Далі Грабарка несе свої води в західному напрямку 0,5 км, робить поворот на південь і через 0,5 км, на межі сіл Гонорівка та Клинини, вбирає води струмка Камінний. Струмок Камінний тече з заходу, з урочища Нецьки, від підніжжя Камінного хреста, на схід урочищем Долини 2,5 км. Протікаючи через села Гонорівка, Рябіївка, Маначин, Гарнишівку, Іванівні, Бальківці, Користову та м. Волочиськ Грабарка збирає води великої кількості річечок та струмків і впадає в р. Збруч.

## Клімат
Клімат в селі помірно континентальний, який характеризується помірною температурою січня і червня, достатньою кількість опадів (близько 500 мм на рік), західними та північно-західними вітрами. Перший сніг випадає в перших числах листопада, сходить до 10 квітня. Довгі періоди потепління бувають і серед зими.

## Ґрунти
На території села поширені в основному родючі чорноземи.

## Історичні та краєзнавчі відомості про село
Точна дата заснування села Клинини — невідома. Дата першої згадки про населений пункт підтверджує тільки той факт, що в цьому році село існувало, але це не виключає того, що село вже проіснувало певний період. Іноді, тогочасні чиновники та власники сіл, зумисне не показували в документах певних населених пунктів з метою приховати прибутки та щоб не платити податки та різного роду збори. Село Клинини, за переказами і історичними пам'ятками було засновано десь у середині — другій половині XIII століття. Можемо припустити, що зародження села розпочалось в 1241 році. Оскільки в офіційному виданні, а саме:
Календар знаменних і пам'ятних дат Хмельниччини на 2016 рік (ювілейне видання)
Рекомендаційний бібліографічний довідник
Хмельницький 2015
виданий
Управління культури, національностей, релігій та туризму Хмельницької облдержадміністрації
Хмельницька обласна організація національної спілки краєзнавців України
Хмельницька обласна універсальна наукова бібліотека імені Миколи Островського
Укладачі: Мельник В. О., Грицишина О. О.
Редактори: Маковська В. В.,Марчак Т. Ф.
Відповідальна за випуск: Синиця Н. М.
© Автори статей, 2015
© Хмельниц. ОУНБ ім. М. Островського, 2015
ББК 92.5
К 17

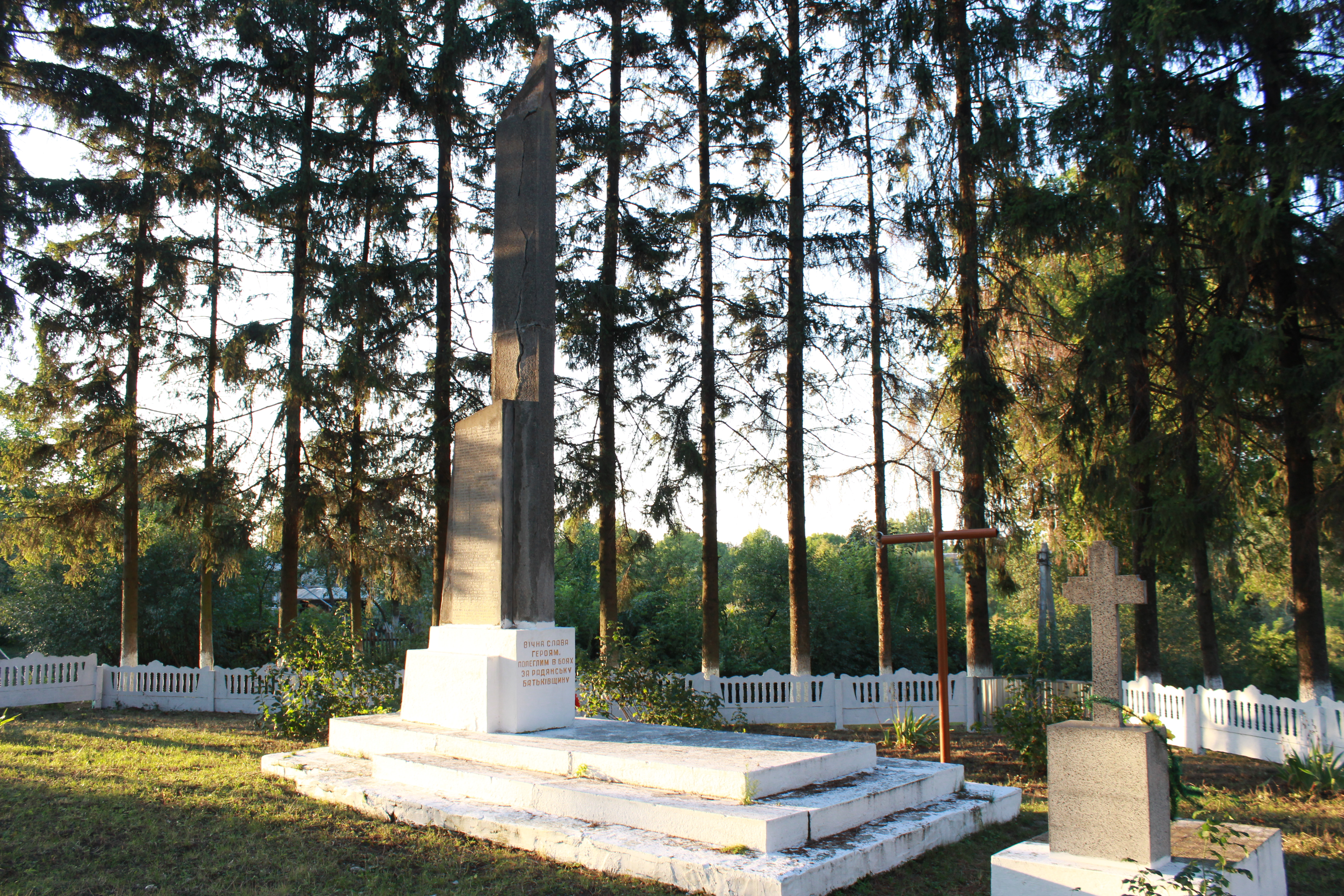
Обеліск воїнам-односельчанам

Говориться « У 2016 році виповнюється 775 років з часу першої документальної згадки про села Трусилівка Красилівського р-ну, Клинини Волочиського р-ну.»
В давніші часи села Клинини не було. Було село Йопівка, яке розташовувалось на захід від теперішнього села.
Як розповідали старожили села, що с. Йопівку в 1241 році було пограбовано і стерто з лиця землі монголо-татарами. Перебування в нашому селі татаро-монгольських завойовників підтверджує той факт, що з ними пов'язується розповсюдження аїру тростинного або болотного. В народі цю рослину називають лепехою, лепешняком, татарським зіллям. Саме в нашому селі ця рослина відома як татарське зілля. Походить ця рослина з Індії, Південної та Східної Азії. Під час татаро-монгольської навали аїр розповсюдився Україною. Татари вважали, що аїр очищає воду, робить її безпечною для здоров'я людей і тварин. Вони вірили в те, що аїр в затравлених водах і водах непридатних для споживання рости не буде. Тому під час походів татаро-монгольські воїни везли з собою мішки з корінням аїру, який розкидали по водоймах та болотистих місцях. Один з турків згубив шапку і вже в палаючому селі не знайшов її. Покидаючи село, він гукнув, що ще повернеться сюди, щоб забрати свою шапку. Про це переказують і в теперішній час. Це було записано і в історії села, яку оформляли в 1970—1980-х роках вчителі нашої школи.
Приблизно з XV століття всі селяни були кріпаками польських панів, з якими вели споконвічну боротьбу. Чорним шляхом, який проходив повз село — сьогодні це траса на Купіль, Хмельницький — зі своїм військом проходив Богдан Хмельницький. Жителі села приєднувались до його загонів.
З 1695 року Волочиськом за спадковістю стали володіти Юзеф Потоцький, Воєводі київському та Вікентій Потоцький, а в 1772 році вони продали Волочиськ та інші належні їм села (в тому числі і Клинини) Фрідріху Мошинському за 1700 тисяч злотих. Фрідріх Мошинський — польський магнат, був сином підскарбія (міністр фінансів) Яна Конти і графині Косел, позашлюбної дочки польського короля Августа II. Фрідріх Мошинський заснував сільце, назвавши його своїм іменем — Фрідрихівка (тепер Волочиськ).
В 1780 році село належить поміщику Федору Ястрембському, який в цьому році переніс дерев'яну церкву, яку почав будувати його брат Варфоломій Ястрембський в с. Рябіївка, на кладовище на пів дороги між селами Рябіївка та Клинини (Н. И. Теодорович «Историко-статистическое описание церквей Волинской епархии», т.4, Почаев, 1899год, ст.864). В 1844 році селом Клинини заволодів «бывший тогда предводитель дворянства Владимир Свейковскій» (Н. И. Теодорович «Историко-статистическое описание церквей Волинской епархии», т.4, Почаев, 1899год, ст.865).
Клинини належали до Маначинської волості Старокостянтинівського повіту Волинського воєводства, Волочиськ належав до Кременецького повіту того ж воєводства.
Чимало лиха завдала в нашім краї епідемія холери в 1848, 1855, 1866 роках. Смертність в селянських родинах перевищувала 15-20 % народжуваність. В 1861 році, дочка поміщиці Ю.Мошинської — Шембек продала свої волочиські володіння (в тому числі і Клинини) графині Анелі Ледуховській.
В селі була цегельня. Хто і коли її побудував й коли була зруйнована невідомо. Стояла цегельня по праву сторону від дороги за греблею середнього ставу. В цьому місці глина залягає поверхневим шаром. Поряд з цегельнею була криниця, з якої воду брали жителі всієї вулиці. Говорили, що по воду йду на цегельню. Ця криниця збереглась і до наших днів, хоч замулилась так як нею вже давно не користуються. Але вода й сьогодні холодна та приємна на смак.
Було в селі два водяні млини. Власником одного млина був, у середині XIX століття, Веретюк. Цей млин стояв на греблі середнього ставу, поблизу хати де зараз живе Томчук Олександр Федорович. Пізніше, в 1884 році, його сини, одного з них звали Василем. Потім зерно молов Веретюк Федір. В останні роки існування млина на середньому ставу, молов Гриць Гуцалюк. Другий — на Йопівській греблі, ближче до поля де в 1960 — 1970 рр. було городництво. Цей млин належав графу Ледуховському. За переказами, цей млин був цегляним. Його роботою керував управляючий з Гонорівки. Відомо, що на ньому молов десь близько 1920 року Веретюк Артем Васильович.
У 1870 році в Волочиську вступає в дію цукровий завод, який належав акціонерному товариству «Збруч». Вироблялось тут 50 тисяч пудів цукру на рік. Сировина для цього заводу доставлялася і з Клинин. Цукрові буряки вирощують на полях клининського маєтку графа Ледуховського. Цим маєтком управляв графський економ, сам граф рідко навідувався в село. Графський будинок стояв за теперішнім клубом, у сторону парників. Графські приміщення розміщались по ліву сторону вулиці, від теперішньої школи і до ФАПу.
«Становище селян сильно погіршувалось стихійними лихами. Великих посух зазнало село в 1889 та 1890 рр., а в 1891 році врожай знищили зливи».(Житомирський облдержархів, ф.159, оп.1, спр.259, арк. 1-3.)
В селі церкви не було. На Новосілці була капличка. Вона стояла на перехресті дороги, що йде з Яхновець і Новосілки, біля теперішнього городу Бондарчук Рози.
Спочатку забудовується Новосілка, Черкещина, а вже в кінці XIX на початку XX століть — Морозівка, Плютанівка, Малахайщина. З часу поселення, жителі села займались землеробством, тваринництвом, птахівництвом, рибництвом. Вулиця Новосілка простягнулась від греблі Комунарського ставу до дороги, що з'єднує Морозівку з Плютанівкою і далі з дорогою Яхнівці — Клинини.
7 (20) листопада 1917 року, відповідно до Третього Універсалу Української Центральної Ради, увійшло до складу Української Народної Республіки.
У 1917—1921 роках у селі кілька разів змінювалась влада. Остаточну владу отримали більшовики, які надовго окупували село.
У 1929 році в селі починається примусова колективізація, утворено колгосп імені Першого Травня.
Сільська рада в селі Клинини утворилась до 1931 року. Першим сільським головою був Завальнюк Павло Іванович.
Сільським головою до 1941 року і після війни до 1960 року був наш односельчанин Олійник Григорій Ілліч — людина дуже порядна, мудра, чесна і працелюбна. Він користувався авторитетом у жителів села.
Мирну працю колгоспників перервала Німецько-радянська війна. Село окупували нацисти. Багато жителів села пішли на фронт. Населення села всіляко допомагало військовим частинам. З квітня 1942 року німецькі окупанти насильно відправляли людей на каторжні роботи до Німеччини. Населення села чинило опір окупантам. Більше 100 людей було насильно вивезено до Німеччини. 6-8 березня 1944 року село Клинини остаточно звільнено від окупантів. Війна завдала селу багато лиха. Завдано величезних матеріальних збитків на суму 3 мільйони 700 тисяч карбованців. Повністю знищений колгосп ім. Першого Травня, напівзруйнований колгосп імені Димитрова. Спалено і зруйновано 16 громадських будинків, 37 житлових будинків колгоспників. Але найбільшим лихом стало те, що з війни не повернулось більше 135 односельчан. Почалась відбудова, яка була дуже тяжкою — не було техніки, не вистачало коней, людей. Орали і скородили коровами, снопи носили на плечах. У 1950 році місцеві колгоспи ім. Першого Травня та ім. Димитрова об'єднались в один колгосп «Перемога». Головами колгоспів були Сирота Й. Л. та Скорий І. А. Головами місцевої сільської ради в ті нелегкі часи були Бернацький М. Ф., Гусарчук М. П., Мартинюк Ю. В.
12 травня 1965 року село було електрифіковане. В цьому ж році найстарші колгоспники одержали пенсію. Побудовано обеліск загиблим односельчанам. В селі побудовано середню школу, лікарню, приміщення контори колгоспу, у якому розміщені сільська рада, ощадкаса, відділення зв'язку. Побудовано дорогу з твердим та асфальтним покриттям.
В цей період головами сільської ради працювали Петерчук Д. С., Голдасевич В. Б., Ковальчук В. Т., Кобрин А. С., Олійник О. А., Пендрак В. А. Головою колгоспу «Перемога» довгий час працював Скорий І. А. У 1986 році головою колгоспу «Перемога» був обраний Корч Іван Йосипович.
У 1994 році ліквідовано колгосп, на його базі утворено сільськогосподарське підприємство, члени якого одержали 532 сертифікати на земельні ділянки земельні паї по 3 В 2008 році селяни обміняли Земельні сертифікати на Державні Акти. В 2001 році селяни отримала майнові сертифікати, які пізніше, майже за дурно передали орендарю земельних паїв. В 2007—2009 роках земельні паї та розпайоване майно перейшло в користування компанії «Аграрна компанія 2004». З цього часу в селі господарює приватний власник. За підсумками року орендар вчасно почав розраховуватись з селянами за орендовані зем.паї.
В 2001 році сесія сільради виділяє працівникам соцсфери по 1га землі, бажаючі 37 чол. в січні 2009 року отримали Державні Акти. Ще чотири довелось доопрацювати. В подальшому, до 2017 року, такі документи отримали 44 працівники соцсфери.
У 1994–1995 роках було газифіковано село Клинини. Телефонізовано майже 70 осель, розширюється мережа мобільного зв'язку. В оселях людей є різна побутова техніка, багато автомобілів, 12 тракторів, 2 зернових комбайни, 35 коней, розширюються особисті підсобні господарства. Соціальній сфері села виділено 44 га землі.
В 2000 році на базі сільськогосподарського підприємства був утворений сільськогосподарський кооператив як перехідна форма до дійсно приватної власності на землю.
З 1 січня 2004 року Пендрак В. А. звільняється з посади голови села. В 2004 році головою села обрано Кучинського А. І., який пропрацював до виходу на пенсію. Після входження села до Волочиської ОТГ посада голови села скасовується. Вводиться нова (стара) посада староста села. Старостою села громада обирає Завальнюк І. В.
12 червня 2020 року, відповідно до розпорядження Кабінету Міністрів України № 727-р «Про визначення адміністративних центрів та затвердження територій територіальних громад Хмельницької області», увійшло до складу Волочиської міської громади.
19 липня 2020 року, в результаті адміністративно-територіальної реформи та ліквідації Волочиського району, увійшло до складу новоутвореного Хмельницького району.

## Легенда про загибель с. Йопівка та народження с. Клинини
Село Йопівка було розташоване на пагорбі та долиною вздовж болотистого берега порослого верболозом та очеретом, на північ за болотом від теперішнього урочища «Глиняник», який в 1990-і роки місцева влада разом з жителями села Клинини перетворили в смітник. Болото та зарослі очерету й лозняку захищали село з півночі, сходу та півдня. Не кожен житель села Йопівка наважувався перебратись на протилежну сторону болота найкоротшим шляхом. Оскільки на цьому болоті було дуже багато місць, які пройти було неможливо, їх називали Відьмиськами, вони загрожували кожному сміливцю смертю. Варто було тільки на крок оступитись і ти провалишся в яму без дна, у Відьмисько. Ці місця отримали свою назву від слова «відьма», «відьми». ТВідьмиська поглинали людину, не даючи шансу випливти, спастися від неминучої загибелі. Лише окремі сміливці ходили на протилежний бік болота «напрямки» (найкоротшим шляхом) та лось чи олень міг без перешкодно перебігти з одного боку болота на інший. Жителі села займались землеробством, скотарством, полюванням, ловили рибу. Їжу готували в череп'янім посуді в печах. Ще в 1940—1950 роки на цьому місці, там в 1960—1980 роках було колгоспне городництво, виорювалось багато залишків череп'яного посуду. Мирно і спокійно жили йопівчани і не підозрювали про те, що наближається небезпека. І ось настав той страшний день. В літню пору, року 1241-го, коли сонце стояло в найвищій його точці до села донісся якийсь гул зі східної, можливо із західної, сторони. Поступово цей гул посилювався і наближався до села. Всі, хто був в цей час в селі стояли, як закам'янілі й з острахом вдивлялись туди, звідки доносився шум. І ось з-за горба спочатку показавсь стовп темно сірої куряви, а через якусь мить на гребені горба появилась велика група вершників. Побачивши село, вершники зупинились, очікували решту загону, оцінювали ситуацію й роздумували, що далі робити. Жителі села зрозумівши, що має бути щось зле метнулись хто у хату, хто через городи та до болота, хто заховавсь на городі чи за хатою й продовжував спостереження за прибульцями.
Несподівано почувсь пронизливий свист і з страшним улюлюканням загін монголо-татар зірвавшись з місця помчав до села. Вони миттю, через городи й тини, влетіли в село, заповнили вулиці, хати й взялись «хазяйнувати». Всім молодим та здоровим жителям, котрі попались чужинцям, були зв'язані руки, і їх зігнали в одне місце на східній околиці села. Тих, хто пробував втекти чи чинити опір вбивали на місці. В селі залишалась невелика кількість старих та малих. Пограбувавши село, забравши з хат все, що можна було забрати, в'язали клунки та в'ючили на коней, обдивившись околиці села та переконавшись, що далі непрохідне болото, чужинці почали збиратись в зворотну дорогу. І коли все було готово вирушати в путь, хтось з чужинців почав щось гукати. Він повторював одне й теж слово, зрозуміле лише вузькооким монголам. Як з'ясувалось пізніше, цей чужинець шукав свого брата і не знайшовши його, повернув коня до села, а за ним слідом помчало ще кілька десятків вершників. Чужинці метались від хати до хати, шукаючи свого воїна. І ось його знайдено. Один з чужинців знайшов його в крайній хаті в західній стороні села, він був до пояса мокрий та лежав мертвий в комірчині біля неповної діжі з квашеною капустою. В хаті не було нікого.
Що ж сталося? Хто втопив чужинця в діжі з капустою? Подробиці трагедії, що розігралась в цій хаті знала лише винуватиця, господиня хати — Марія. Але вона разом з двома малолітніми синами зникла. Всю правду дізнались тільки кількоро жителів, які залишились живими так як не були в цей час в селі або змогли втекти на болото і заховатись в лозах чи очеретах між відьмиськами.
А було все так. Коли молодий чужинець зайшов у хату, побачив дуже гарну міцну статурою жінку, яка стояла посеред хати, а за неї ховались двоє малолітніх хлоп'ят. Заграла кров у чужинця і він почав обнімати жінку, яка пручалась, діти наробили крику, розплакались. Марія зрозуміла ситуацію і почала відступати до комірчини потягуючи за собою чужинця. Коли вони вдвох опинились в комірчині біля відкритої діжі з капустою, яку господиня саме розкрила, щоб помити закислі і запліснявілі кружки, жінка швидким рухом, міцно вхопивши чужинця руками за горло, припідняла й переваливши через край діжі впхнула його головою в капусту, де було розсолу більше ніж капусти. Не чекаючи такого повороту подій, чужинець не встиг щось зробити, а жінка тримала його вже вверх ногами з зануреною головою в капустяний розсіл. Як не пручався, але вирватись з дужих рук жінки так і не зміг.
Коли чужинець зів'яв і нерухомо впав біля діжі, Марія не роздумуючи, забравши синів, побігла до болота й швидко зникла в заростях верболозу та очерету. Не пам'ятаючи, що робить, вона перебралась через болото між Відьмиськами на протилежний беріг. Знесилена вона впала на м"яку траву, посадила поряд синів і тільки тоді почала приходити до тями. А на протилежному березі горіло село, чулись передсмертні зойки стариків та дітей. Чужинці вбивали всіх підряд та палили село. Так вони помстились за смерть свого воїна. Коли полум'я охопило останню хату, чужинці, забравши з собою награбоване та поневолених, рушили в зворотному напрямку.
Переконавшись, що чужинці забрались геть, на попелище зійшлось півтора десятка вцілілих жителів села Йопівка. Серед них була і Марія з двома малолітніми дітьми. Дізнавшись, що сталось з Марією, одні співчували їй, інші звинувачували, що через неї спалили село й повбивали всіх, хто в ньому залишився. Думали-рішали, що далі робити. Адже тепер чужинці вже знали дорогу до села і будь-коли могли повернутись. Думки присутніх розійшлись. Одні подались, через болото, на південь, вони можливо поселились на місці теперішньої Гонорівки, а може пішли в інше місце. Друга групка пішла за Марією на північ, вони перейшли болото й вибрали місце в заростях верб та верболозу в районі теперішньої Новосілки. Тут, до зими, вони викопали і спорудили землянки, а перезимувавши, взялись за будівництво хат. Марію, за сміливий вчинок, люди поважали й почали звати по батькові, Климівна. Жителі цього поселення підтримували зв'язки з жителями села, що було розташоване на захід, теперішні Яхнівці. До Яхновець втоптали пряму стежку, а з часом наїздили дорогу. Ця дорога й до сьогодні є найкоротшим шляхом між Клининами та Яхнівцями. З цього часу й почало зароджуватись наше село. І коли сюди хтось ішов чи їхав то говорив, що іде в село Климівни (до Климівни). З часом ця назва закріпилась за селом і поступово змінювалась «Климівни», «Климіни», «Климини», «Клинини».
Так пояснює зародження Клинин легенда. Але це не означає, що все на справді й так було. І все ж, вона має бути повідана, її повинні знати всі, хто цікавиться своїм селом, кому не байдуже його минуле, а тим більше — майбутнє. А як відомо: без минулого немає майбутнього.
За іншими переказами свою назву с. Клинини отримало від першого поселенця, якого звали Клим. Дехто думає, що назва села походить від того, що село забудовувалось клинами або на клинах.

## Голодомор в Клининах
За даними різних джерел в селі в 1932—1933 роках загинуло близько 30 чоловік. На сьогодні встановлено імена 27. Мартиролог укладений на підставі поіменних списків жертв Голодомору 1932—1933 років, складених Клининською сільською радою. Поіменні списки зберігаються в Державному архіві Хмельницької області.

## Символіка
Затверджена 12 червня 2018 р. рішенням № 6-39/2018 XXXIX сесії міської ради VII скликання. Автори — педагогічний колектив Клининської ЗОШ, Н. О. Краков'як, Ж. О. Капралова, О. М. Олійник, І. В. Завальнюк, М. Н. Довбуш, Галина Петрівна Завальнюк, Віктор Іванович Завальнюк, К. М. Богатов, В. М. Напиткін.

### Герб
Щит перетятий зеленим і лазуровим, нижня частина покрита срібною рибальською сіткою. В щиті два золотих колеса водяного млина прямо. В першій частині золотий сонях з чорною серединкою, супроводжуваний в кутках двома срібними ромбами, у другій п'ять золотих риб, розташованих в хрест. Щит вписаний в декоративний картуш і увінчаний золотою сільською короною. Унизу картуша напис «КЛИНИНИ».
Сонях і стилізовані кубики цукру — символ сільського господарства, вирощування соняхів і цукрових буряків. Колеса млина — символ двох водяних млинів, що існували в селі; п'ять риб на рибальській сітці — символ багатих водяних плес та рибальства. На прапорі повторюються кольори герба.

### Прапор
Квадратне полотнище поділене на дві рівновеликі горизонтальні частини — зелену і синю, покриту білою рибальською сіткою. На лінії перетину два жовтих колеса водяного млина прямо. На верхній частині жовтий сонях з чорною серединкою, супроводжуваний в кутках двома білими ромбами, у другій п'ять жовтих риб, розташованих в хрест.